# Musée-parc ethnographique des Cachoubes
Le musée-parc ethnographique des Cachoubes (en polonais Muzeum - Kaszubski Park Etnograficzny, en cachoube Mùzeùm - Kaszëbsczi Etnograficzny Park) est un écomusée retraçant la vie et la culture cachoube. Il est situé dans le village de Wdzydze Kiszewskie dans le nord de la Pologne.

## Histoire
En 1906 un instituteur, Izydor Gulgowski fonde avec sa femme Teodora, un musée privé dans une maison. Ils y rassemblent une collection de coiffures folkloriques, de peintures sur verre, de meubles et d'outils agricoles. La maison brûle en 1932, mais grâce aux efforts de Teodora Gulgowska, elle est reconstruite quelques années après. En 1948 la maison avec le terrain a été cédée à l'État polonais. En 1954 une maison de pêcheur cachoube vient s'ajouter. Les deux bâtiments ont été baptisés Musée des maisons cachoubes (Muzeum Chat Kaszubskich).
En 1969 le musée devient Parc ethnographique des Cachoubes (Kaszubski Park Etnograficzny). Dans les années 1969-1970 la supérficie du parc a été agrandie à 12,5 hectares, et en 1980 elle s'agrandit à nouveau pour atteindre 22 hectares.

## Description
Le musée est divisé en 6 secteurs: 5 représentants cinq différentes parties de la Cachoubie et un avec des édifices d'utilité publique: une église en bois du XVIIe siècle, une école, une scierie et une forge. Tous les bâtiments sont complètement équipés avec des objets authentiques.
En tout le parc contient plus de 50 constructions cachoubes: des fermes, des manoirs de petite noblesse, une auberge et deux moulins à vent.
Au musée se déroulent des événements traditionnels: le marché de Wdzydze (Jarmark Wdzydzki), le troisième dimanche de juillet, et la fête de la pomme de terre (Święto Kartofla), le troisième dimanche de septembre. Des démonstrations de travaux artisanaux et de la vie de tous les jours sont également présentés au musée.

## Galerie

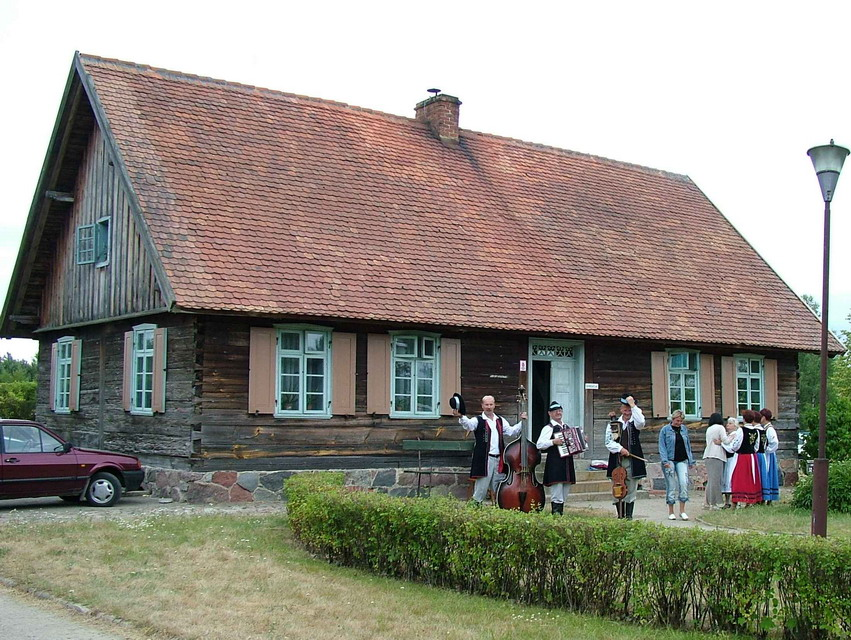
Manoir de petite noblesse
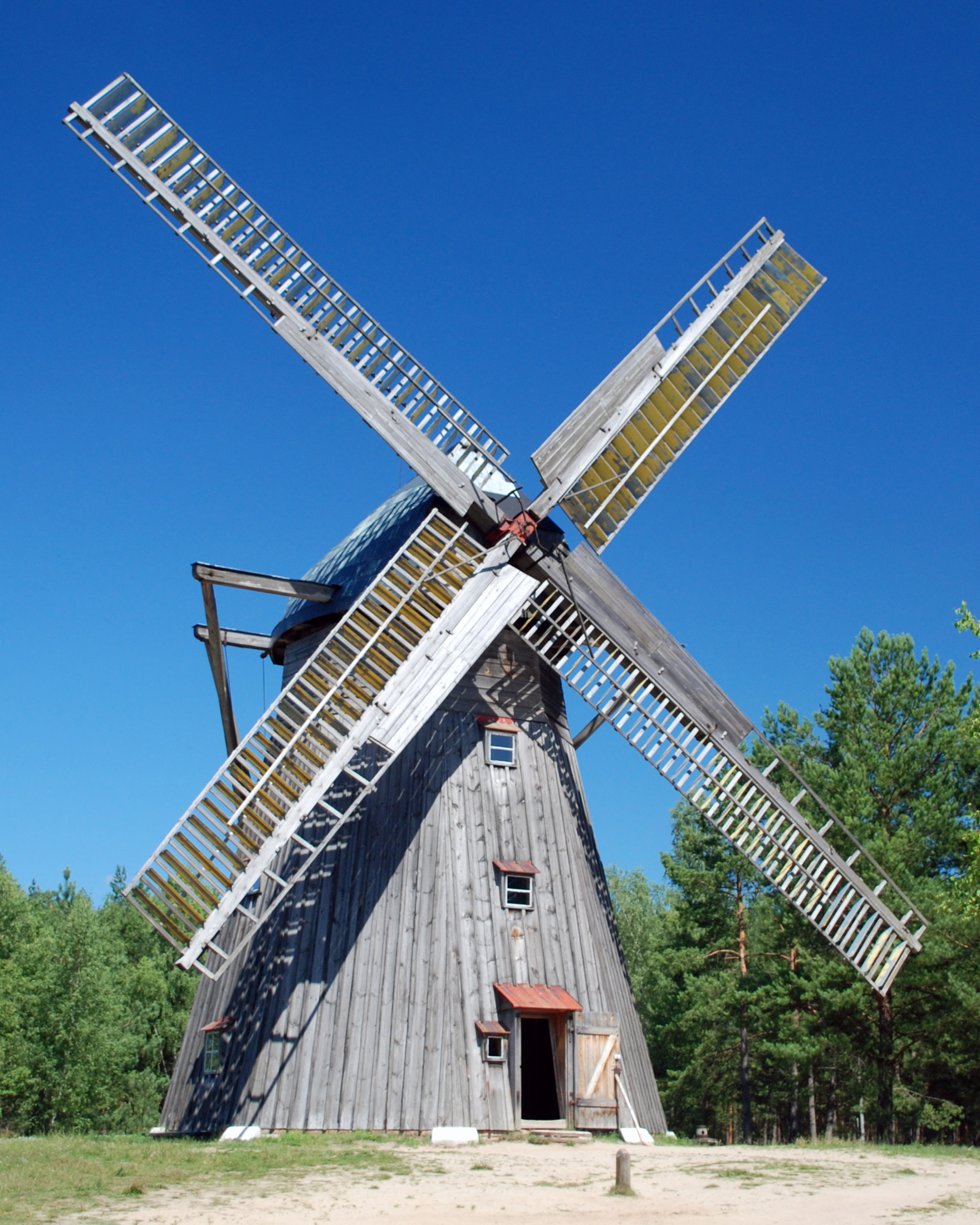
Moulin à vent de 1876
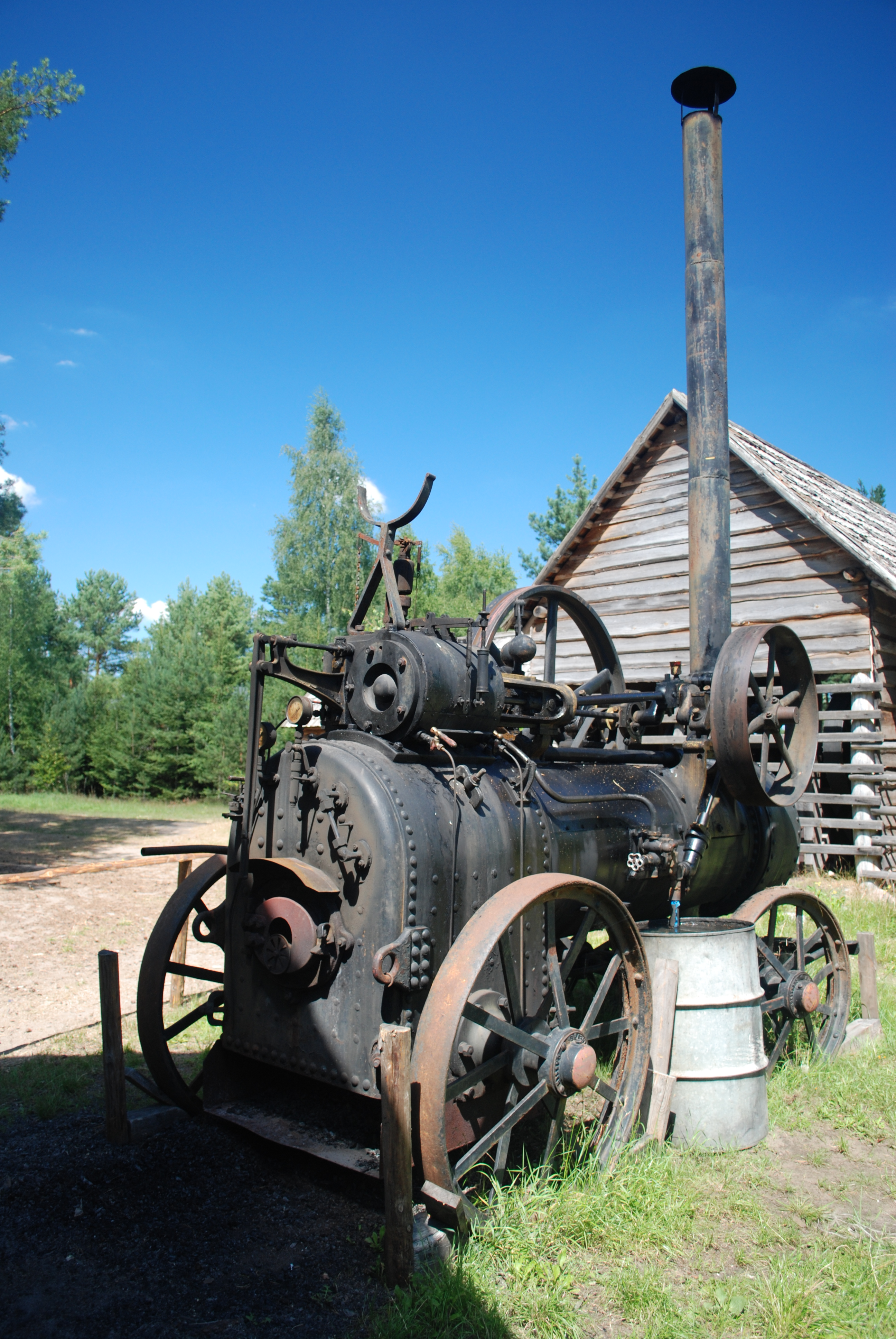
Machine à vapeur dans la scierie
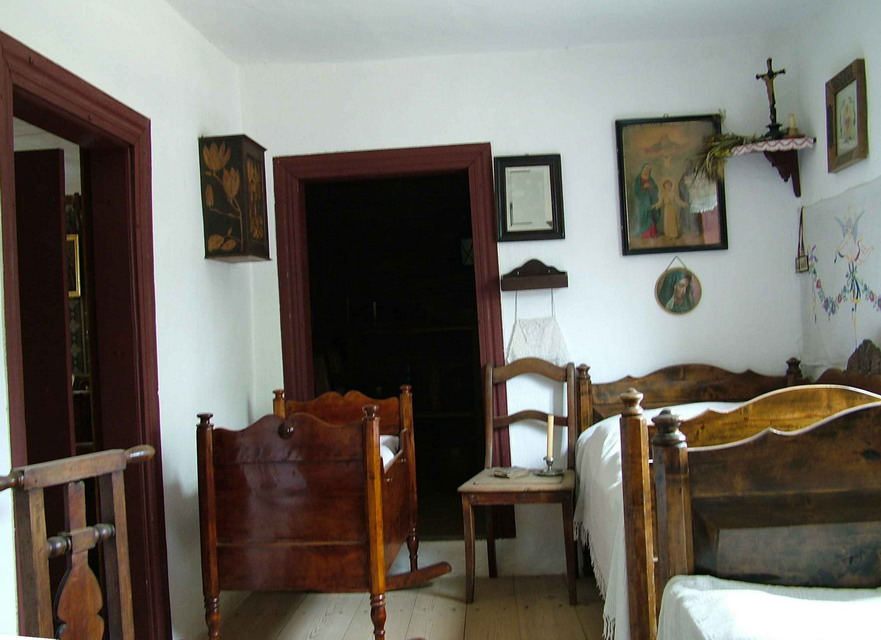
L'intérieur d'une maison paysanne